# Clarence Todd
Clarence Todd (né le 17 mai 1892 à Trundle) est un ancien joueur de tennis australien.
Il est notamment connu pour avoir remporté le double messieurs des Internationaux d'Australie en 1915 en compagnie de son compatriote Horace Rice.

## Palmarès

### Titre en double messieurs
| No | Date       | Nom et lieu du tournoi              | Catégorie | Surface      | Partenaire  | Finalistes                | Score              |  |
| -- | ---------- | ----------------------------------- | --------- | ------------ | ----------- | ------------------------- | ------------------ |  |
| 1  | 13-08-1915 | Australasian Championships Brisbane | G. Chelem | Gazon (ext.) | Horace Rice | Gordon Lowe Bert St. John | 8-6, 6-4, 7-9, 6-3 |  |